# Alice Cary

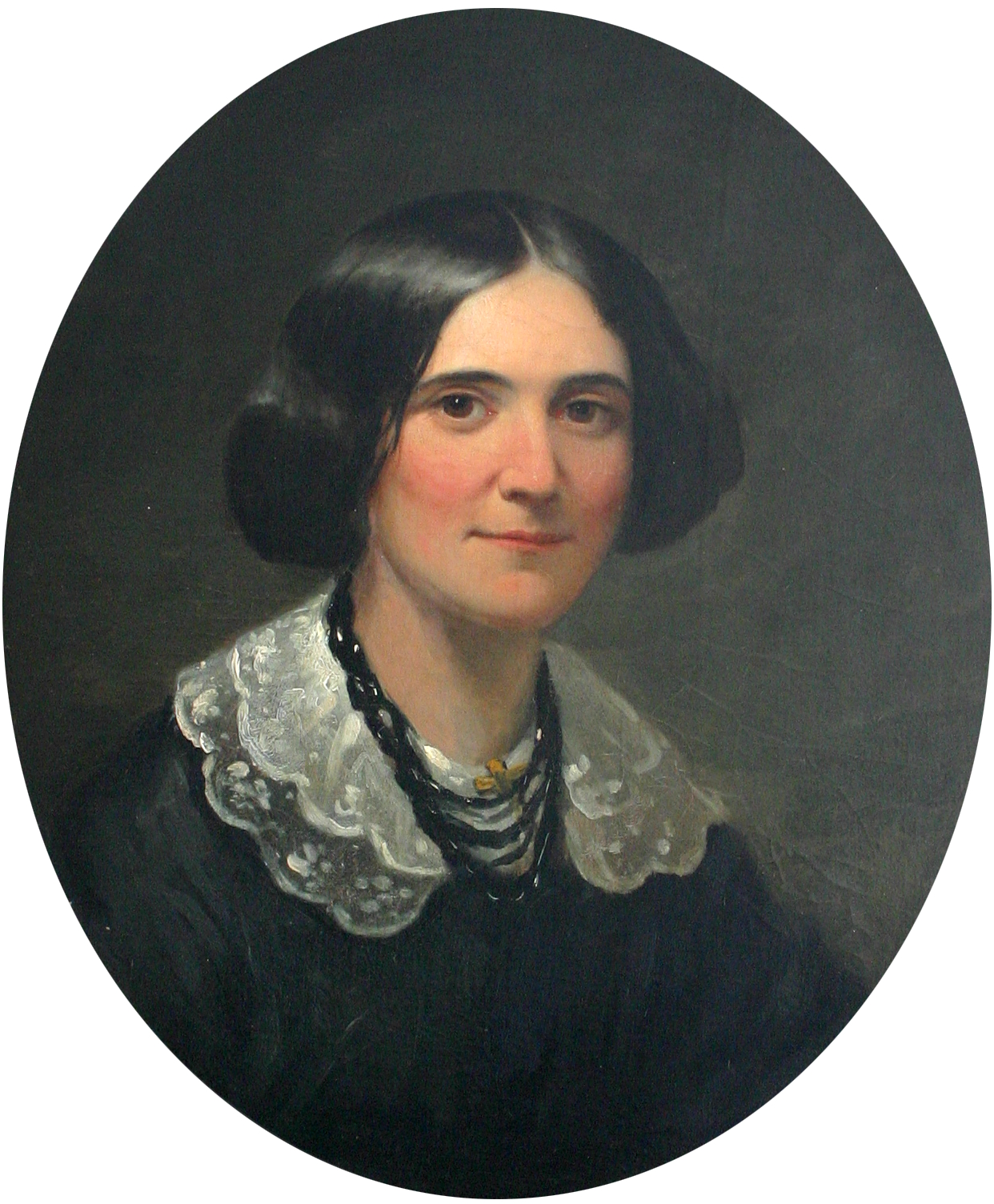
Portret uit 1850 van Alice Cary in New York

Alice Cary (Mount Healthy, 26 april 1820 - New York, 12 februari 1871) was een Amerikaanse dichteres, en de zuster van collega-dichter Phoebe Cary (1824-1871).
De zusjes Alice en Phoebe Cary groeiden op in een boerderij in de buurt van Cincinnati (Ohio). Ze dompelden zich onder in de klassiekers van de literatuur en publiceerden beiden reeds als tiener. Nadat hun werk in 1850 werd opgemerkt door dichters als Edgar Allan Poe en John Greenleaf Whittier, verscheen een boek met de titel Poems of Alice and Phoebe Cary. Na hun debuut verhuisden de zusters naar New York, waar ze de centrale figuren in het literaire milieu van de oostkust werden, regelmatig bijdroegen aan de nationale tijdschriften, en op zondagavond als gastvrouw literair salon hielden. Beiden ware ook actief in de vroege dagen van de vrouwenbeweging.

## Publicaties
- Poems of Alice and Phoebe Cary  (1849)
- A Memorial of Alice and Phoebe Cary With Some of Their Later Poems, samengesteld door en onder redactie van  Mary Clemmer Ames (1873)
- The Last Poems of Alice and Phoebe Cary, ed. Mary Clemmer Ames (1873)
- Ballads for Little Folk by Alice and Phoebe Cary, ed. Mary Clemmer Ames (1873)

- CiNii: DA04370431
- Gemeinsame Normdatei: 140302794
- International Standard Name Identifier: 0000 0000 8286 4208
- Library of Congress Control Number: n84087314
- MusicBrainz: 6412b659-ba5f-4b48-8f8c-632f1a8941c4
- Nationale bibliotheek van Australië: 35026378
- Nationale Bibliotheek van Israël: 987007278426405171
- Nederlandse Thesaurus van Auteursnamen: 067506275
- Réseau des bibliothèques de Suisse occidentale: 02-A003080880
- SNAC: w6cv4hpj
- Système universitaire de documentation: 132466414
- Trove: 799989
- Virtual International Authority File: 103691260
- WorldCat: E39PBJhmJHGKccpkJTCRGDYByd